# I-201-Klasse
Die I-201-Klasse (japanisch 伊二〇一型潜水艦 I-nihyakuichi-gata sensuikan, deutsch ‚U-Boot-Typ I-201‘) war eine U-Boot-Klasse der Kaiserlich Japanischen Marine im Zweiten Weltkrieg.
Die Boote wurden als Hochgeschwindigkeits-U-Boote (潜高型 sentaka-gata bzw. 潜高大型 sentaka daigata, mit daigata = „große Ausführung“) auf maximale Geschwindigkeit hin ausgelegt. Diese japanische Bezeichnung Sentaka führt auch zur irrtümlichen Bezeichnung der U-Boot-Klasse als „Sen-Taka“, heißt in Wahrheit aber nur schnelles U-Boot. Schneller waren im Zweiten Weltkrieg nur die deutschen Versuchs-U-Boote mit Walterantrieb, die aber die Einsatzreife nicht erreichten.
Die Konstruktion der I-201, dem Typschiff und Namensgeber der U-Boot-Klasse, begann 1943 auf der Marinewerft in Kure. Insgesamt wurden acht Boote auf Kiel gelegt, von denen aber nur I-201, I-202 und I-203 vor Kriegsende noch fertig wurden. Keines der Boote kam mehr zum Einsatz.

## Konstruktion

Übersichtsplan der Konstruktion der Sektionen eines Type I-201-U-Bootes

Die Klasse I-201 war letztlich der Versuch Japans, die enormen U-Boot-Verluste ab 1942 zukünftig zu verringern. Die neuen U-Boote sollten sich den Verfolgern durch ihre Geschwindigkeit entziehen können. Bisherige U-Boote wurden durch die überlegene gegnerische Radartechnik und Sonar immer leichtere Beute der Alliierten. Dies führte im Oktober 1943 zur Forderung der japanischen Marine nach mindestens 23 Hochgeschwindigkeits-U-Booten (sentaka) mit den Seriennummern Schiff No. 4501–4523.
Mit der Anweisung Nr. 295 vom 29. Oktober 1943 an das Marine-Konstruktionsbüro wurden die Eckdaten der Konstruktion festgelegt. Die Unterwasserhöchstgeschwindigkeit sollte mindestens 25 kn betragen und 20 kn sollten über längere Zeit möglich sein. Dies wurde aber nicht erreicht.
Die Konstrukteure versuchten das Ziel wie folgt zu erreichen:
- Einhüllenboot, so weit wie möglich
- Einbau des Ballasttanks so hoch wie möglich, um die dynamische Stabilität zu verbessern
- möglichst stromlinienförmige Außenhülle
- möglichst schmaler Turm
- alle Deckgeschütze waren einfahrbar und verschwanden beim Tauchgang in verschließbaren Versenkungen.
- Das Oberdeck hatte eine glatte Metalloberseite und keine Holzstege mehr
- Schnorchelanlage
- Weglassen aller nicht zwingend nötigen Aufbauten, Griffe und Halterungen
- Nutzung von Batteriezellen mit hoher Kapazität, jedoch geringer Lebenserwartung (unter 80 Ladezyklen)[2]

## Verbleib
Alle drei einsatzbereiten Schiffe erlebten das Kriegsende und wurden an die Vereinigten Staaten ausgeliefert. I-201 und I-203 wurde nach Hawaii überführt und von der US Navy analysiert. Als im Frühjahr 1946 die Sowjetunion von der Existenz der Schiffe erfuhr, bestand man auf der Auslieferung eines Exemplars. Um dies zu verhindern, versenkte die US Navy bei Torpedo-Versuchen die Schiffe im April/Mai 1946.

## Liste der Boote
| Bau-Nr.                  | Name                             | Bauwerft                         | Kiellegung                       | Stapellauf                                                                                           | Indienststellung | Außerdienststellung | Bemerkung | |
| Version I-201 (Pr. S563) | Version I-201 (Pr. S563)         | Version I-201 (Pr. S563)         | Version I-201 (Pr. S563)         | Version I-201 (Pr. S563)                                                                             | Version I-201 (Pr. S563) | Version I-201 (Pr. S563) | Version I-201 (Pr. S563) | |
| ------------------------ | -------------------------------- | -------------------------------- | -------------------------------- | --- | --- | --- | --- | --- |
| 4501                     | I-201                            | Marinewerft Kure                 | 1. März 1944                     | 22. Juli 1944                                                                                        | 2. Februar 1945 | 30. November 1945 | Kriegsbeute USA, am 23. Mai 1946 vor Hawaii als Zielschiff der USS Queenfish versenkt                                              | |
| 4502                     | I-202                            | Marinewerft Kure                 | 1. Mai 1944                      | 2. September 1944                                                                                    | 12. Februar 1945 | 30. November 1945 | Kriegsbeute USA, am 5. April 1946 durch die U.S. Navy bei den Gotō-Inseln versenkt                                                 | |
| 4503                     | I-203                            | Marinewerft Kure                 | 1. Juni 1944                     | 20. September 1944                                                                                   | 29. Mai 1945 | 30. November 1945 | Kriegsbeute USA, am 21. Mai 1946 vor Hawaii als Zielschiff durch die USS Caiman versenkt                                           | |
| 4504                     | I-204                            | Marinewerft Kure                 | 1. August 1944                   | 16. Dezember 1944                                                                                    | zu 90 % fertiggestellt, gesunken bei einem Luftangriff am 22. Juni 1945, gehoben und verschrottet in Kure von Februar bis Mai 1948 | zu 90 % fertiggestellt, gesunken bei einem Luftangriff am 22. Juni 1945, gehoben und verschrottet in Kure von Februar bis Mai 1948 | zu 90 % fertiggestellt, gesunken bei einem Luftangriff am 22. Juni 1945, gehoben und verschrottet in Kure von Februar bis Mai 1948 | |
| 4505                     | I-205                            | Marinewerft Kure                 | 4. September 1944                | 15. Februar 1945                                                                                     | zu 80 % fertiggestellt, gesunken nach Luftangriff am 28. Juli 1945, gehoben und verschrottet in Kure von Mai bis August 1948       | zu 80 % fertiggestellt, gesunken nach Luftangriff am 28. Juli 1945, gehoben und verschrottet in Kure von Mai bis August 1948       | zu 80 % fertiggestellt, gesunken nach Luftangriff am 28. Juli 1945, gehoben und verschrottet in Kure von Mai bis August 1948       | |
| 4506                     | I-206                            | Marinewerft Kure                 | 27. Oktober 1944                 | 26. März 1945                                                                                        | zu 85 % fertiggestellt, Baustopp am 26. März 1945, verschrottet in Kure zwischen Oktober 1946 und Januar 1947                      | zu 85 % fertiggestellt, Baustopp am 26. März 1945, verschrottet in Kure zwischen Oktober 1946 und Januar 1947                      | zu 85 % fertiggestellt, Baustopp am 26. März 1945, verschrottet in Kure zwischen Oktober 1946 und Januar 1947                      | zu 85 % fertiggestellt, Baustopp am 26. März 1945, verschrottet in Kure zwischen Oktober 1946 und Januar 1947 |
| Version I-207 (Pr. S56B) |                                  |                                  |                                  | | | | | |
| 4507                     | I-207                            | Marinewerft Kure                 | 27. Dezember 1944                | zu 20 % fertiggestellt, Baustopp am 17. April 1945, verschrottet in Kure zwischen April und Mai 1946 | zu 20 % fertiggestellt, Baustopp am 17. April 1945, verschrottet in Kure zwischen April und Mai 1946                               | zu 20 % fertiggestellt, Baustopp am 17. April 1945, verschrottet in Kure zwischen April und Mai 1946                               | zu 20 % fertiggestellt, Baustopp am 17. April 1945, verschrottet in Kure zwischen April und Mai 1946                               | |
| 4508                     | I-208                            | Marinewerft Kure                 | 17. Februar 1945                 | zu 5 % fertiggestellt, Baustopp am 17. April 1945, verschrottet in Kure zwischen April und Mai 1946  | zu 5 % fertiggestellt, Baustopp am 17. April 1945, verschrottet in Kure zwischen April und Mai 1946                                | zu 5 % fertiggestellt, Baustopp am 17. April 1945, verschrottet in Kure zwischen April und Mai 1946                                | zu 5 % fertiggestellt, Baustopp am 17. April 1945, verschrottet in Kure zwischen April und Mai 1946                                | |
| 4509 bis 4523            | Boote nicht mehr auf Kiel gelegt | Boote nicht mehr auf Kiel gelegt | Boote nicht mehr auf Kiel gelegt | Boote nicht mehr auf Kiel gelegt                                                                     | Boote nicht mehr auf Kiel gelegt                                                                                                   | Boote nicht mehr auf Kiel gelegt                                                                                                   | Boote nicht mehr auf Kiel gelegt                                                                                                   | |

## Bewaffnung

### Torpedos
Die Hauptbewaffnung waren vier Torpedorohre mit einem Durchmesser von 53,3 cm. Für diese konnten bis zu 10 Torpedos des Typs 95 mitgeführt.

### Flugabwehr
Die Flugabwehrbewaffnung bestand aus zwei 2,5-cm-Maschinenkanonen des Typ 96 in Einzellafette, die vor bzw. hinter dem Brückenturm aufgestellt und in den Rumpf versenkbar waren. Die 2,5-cm-Maschinenkanonen verschossen im Einsatz rund 110 bis 120 Schuss pro Minute, die effektive Reichweite lag bei etwa 3 Kilometern bei 85° Rohrerhöhung.